# David Döbele
David Döbele (* 1997 in Gerlingen) ist ein deutscher Betriebswirtschaftler, Unternehmer, Influencer und Coach. Besondere Bekanntheit erlangt er durch zahlreiche Social-Media-Präsenzen und Fernsehauftritte. Im Jahr 2025 besaß er rund 115.000 Follower auf TikTok, mehr als 60.000 Abonnenten auf YouTube und knapp 47.000 Follower auf Instagram und gehört damit zu den führenden Influencern in Wirtschaftskreisen. Gemeinsam mit Jonas Stegh gründete er die Karriereberatungsagentur pumpkincareers. Döbeles Dienstleistung gilt in der Wirtschaftswissenschaft als Paradebeispiel für unseriöse Beratungsangebote.

## Ausbildung
Döbele erlangte 2015 das Abitur und nahm im Oktober des gleichen Jahres ein Studium der Wirtschaftswissenschaften an der Goethe-Universität in Frankfurt am Main auf. Hier lernte er auch seinen späteren Geschäftspartner Jonas Stegh kennen. Noch im ersten Semester kam Döbele durch seine Leistungen auf die Dean’s List. Döbele war Stipendiat der Stiftung der deutschen Wirtschaft. Im Herbst 2017 absolvierte er ein Auslandssemester in Bangkok (Chulalongkorn-Universität). 
2019 erlangte Döbele den Bachelor-Grad; Medienrecherchen zufolge nutzte er für die Erstellung der Arbeit die Mithilfe mehrerer Unterstützer. Die Hochschule prüfte daraufhin den Verdacht des wissenschaftlichen Fehlverhaltens.

## Unternehmerkarriere
Noch während des Studiums bot Döbele einen Bewerbungs-Kurs an, den er gemeinsam mit dem YouTuber Joe Trenk entwickelte. Nach dem Ende seines Studiums weitere er sein Angebot auf "Karrierestarter"-Workshops aus, die er seit Herbst 2019 gemeinsam mit Jonas Stegh als online-Videokurse vermarktet. Im Januar 2020 gründeten beide die Karriereberatung "Karrierefreund". Seit dem Zusammenschluss von Karrierefreund und der Initiative "LeverU" firmiert ihr Unternehmen unter dem Label pumpkincareers. Die Agentur hat ihren Sitz in Frankfurt und beschäftigt rund ein dutzend Mitarbeiter und weist dutzende Firmenpartner auf. Ihr Ziel ist nach Eigenauskunft, Studenten auf Karrierebereiche wie Investment Banking, Unternehmensberatung und Private Equity vorzubereiten. Dieses "Elite-Coaching" richtet sich vorrangig an Studenten der Wirtschaftswissenschaften, kostete mehrere tausend Euro durch Einmalzahlung und Abonnementanteile.
Döbeles Arbeit wurde in verschiedenen deutschlandweiten Medien (Zeit; Welt, FNP) vorgestellt. Er tritt als Speaker bei Hochschulveranstaltungen, im Rundfunk und in der Wirtschaft auf.

## Kritik
Am 25. Juli 2022 erschien ein Beitrag in der Welt, welcher Döbele vorwirft, von den Existenzängsten junger Studenten zu profitieren. Döbele propagiere zudem ein Idealbild des "Hustlers" und "HIgh-Performers", der exzessive Arbeitszeiten und unzureichende Erholung als Standard für die Branche und die Allgemeinheit normalisiere. Dabei bleibe aber unbesehen, daß viele Menschen mit ähnlich hohem Engagement nicht finanziell in dem Maße profitierten wie Döbele.

## Publikationen
- David Döbele: Nach ganz oben (2023), Finanzbuch-Verlag[23]